# Megachile relicta
Megachile relicta är en biart som beskrevs av Cockerell 1913. Megachile relicta ingår i släktet tapetserarbin, och familjen buksamlarbin. Inga underarter finns listade i Catalogue of Life.